# Mistrzostwa Świata w Lekkoatletyce 1983 – pchnięcie kulą mężczyzn

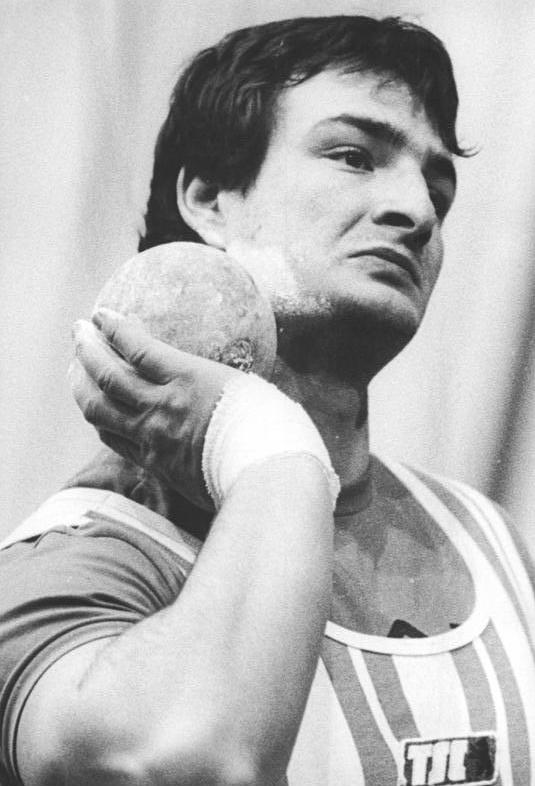
Wicemistrz świata Ulf Timmermann

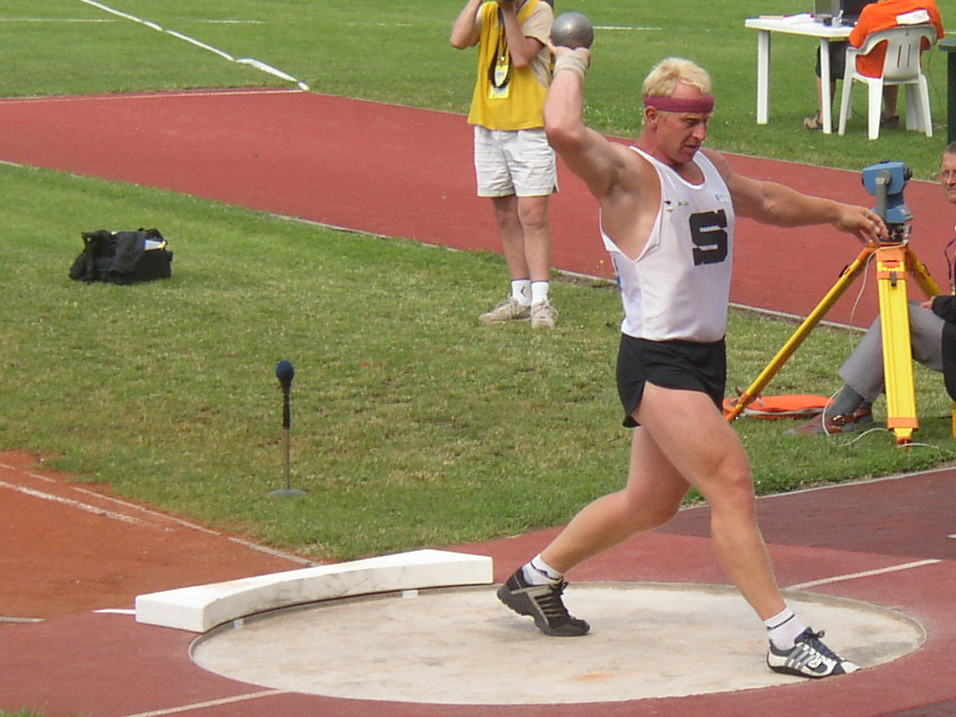
Brązowy medalista Remigius Machura

Pchnięcie kulą mężczyzn – jedna z konkurencji technicznych rozgrywanych podczas lekkoatletycznych mistrzostw świata w 1983 na Stadionie Olimpijskim w Helsinkach.

## Terminarz
| Data       |              |
| ---------- | ------------ |
| 7 sierpnia | Kwalifikacje |
| 7 sierpnia | Finał        |

## Rekordy
|               | Zawodnik  | Wynik | Miejsce     | Data                 |
| ------------- | --------- | ----- | ----------- | -------------------- |
| Rekord świata | Udo Beyer | 22,22 | Los Angeles | 25 czerwca 1983(dts) |

## Wyniki

### Kwalifikacje
Zawodnicy startowali w dwóch grupach. Minimum kwalifikacyjne wynosiło 20,00 m. Do finału awansowali miotacze, którzy uzyskali minimum (Q) lub 12 zawodników z najlepszymi wynikami (q).
| Pozycja | Grupa | Zawodnik           | Państwo           | #1    | #2    | #3    | Wynik | Uwagi |
| ------- | ----- | ------------------ | ----------------- | ----- | ----- | ----- | ----- | ----- |
| 1       | A     | Dave Laut          | Stany Zjednoczone | 21,08 | –     | –     | 21,08 | Q     |
| 2       | B     | Edward Sarul       | Polska            | 20,82 | –     | –     | 20,82 | Q     |
| 3       | A     | Remigius Machura   | Czechosłowacja    | 20,67 | –     | –     | 20,67 | Q     |
| 4       | B     | Udo Beyer          | NRD               | 20,29 | –     | –     | 20,29 | Q     |
| 5       | A     | Ulf Timmermann     | NRD               | 20,10 | –     | –     | 20,10 | Q     |
| 6       | A     | Jānis Bojārs       | ZSRR              | 19,78 | 20,04 | –     | 20,04 | Q     |
| 7       | B     | Mike Lehmann       | Stany Zjednoczone | 19,24 | 19,28 | 19,88 | 19,88 | q     |
| 8       | B     | Ivan Ivančić       | Jugosławia        | 19,51 | 19,74 | 19,39 | 19,74 | q     |
| 9       | B     | Josef Kubeš        | Czechosłowacja    | 19,38 | 19,73 | 19,54 | 19,73 | q     |
| 10      | A     | Vladimir Milić     | Jugosławia        | 19,66 | x     | x     | 19,66 | q     |
| 11      | A     | Aulis Akonniemi    | Finlandia         | 19,65 | x     | 18,44 | 19,65 | q     |
| 12      | A     | Alessandro Andrei  | Włochy            | x     | 19,57 | 19,24 | 19,57 | q     |
| 13      | B     | Kevin Akins        | Stany Zjednoczone | 19,15 | 19,48 | 19,10 | 19,48 |       |
| 14      | B     | Erwin Weitzl       | Austria           | 18,91 | 19,23 | 18,53 | 19,23 |       |
| 15      | B     | Werner Günthör     | Szwajcaria        | 19,18 | x     | 18,92 | 19,18 |       |
| 16      | A     | Bishop Dolegiewicz | Kanada            | 18,68 | x     | x     | 18,68 |       |
| 17      | B     | Bruno Pauletto     | Kanada            | 17,46 | 17,22 | 18,32 | 18,32 |       |
| 18      | B     | Siergiej Smirnow   | ZSRR              | x     | x     | 18,03 | 18,03 |       |
| 19      | A     | Ahmed Kamel Shatta | Egipt             | 16,66 | 16,47 | 16,73 | 16,73 |       |
| –       | B     | Adnan Houri        | Syria             | x     | x     | x     | NM    |       |

### Finał
| Poz. | Zawodnik          | Państwo           | #1    | #2    | #3    | #4    | #5    | #6    | Wynik |
| ---- | ----------------- | ----------------- | ----- | ----- | ----- | ----- | ----- | ----- | ----- |
| 01 ! | Edward Sarul      | Polska            | 21,04 | 20,84 | x     | x     | 20,34 | 21,39 | 21,39 |
| 02 ! | Ulf Timmermann    | NRD               | 19,91 | 20,06 | 20,45 | 20,87 | 21,16 | x     | 21,16 |
| 03 ! | Remigius Machura  | Czechosłowacja    | 20,26 | x     | x     | 20,74 | x     | 20,98 | 20,98 |
| 4.   | Dave Laut         | Stany Zjednoczone | 20,80 | 20,32 | x     | x     | x     | x     | 20,80 |
| 5.   | Jānis Bojārs      | ZSRR              | 19,55 | 19,77 | 20,06 | 20,32 | 19,98 | x     | 20,32 |
| 6.   | Udo Beyer         | NRD               | 20,08 | 20,09 | x     | 20,07 | x     | x     | 20,09 |
| 7.   | Alessandro Andrei | Włochy            | 19,80 | 18,65 | 20,07 | 19,61 | x     | 19,30 | 20,07 |
| 8.   | Aulis Akonniemi   | Finlandia         | 19,85 | 18,83 | x     | x     | x     | x     | 19,85 |
| 9.   | Vladimir Milić    | Jugosławia        | 19,71 | x     | x     |       |       |       | 19,71 |
| 10.  | Mike Lehmann      | Stany Zjednoczone | 19,69 | 19,46 | x     |       |       |       | 19,69 |
| 11.  | Josef Kubeš       | Czechosłowacja    | 19,62 | x     | 19,67 |       |       |       | 19,67 |
| 12.  | Ivan Ivančić      | Jugosławia        | 19,42 | x     | 19,52 |       |       |       | 19,52 |